# Gervaisia asiaeminoris
Gervaisia asiaeminoris är en mångfotingart som beskrevs av Karl Wilhelm Verhoeff 1940. Gervaisia asiaeminoris ingår i släktet Gervaisia och familjen Doderiidae. Inga underarter finns listade i Catalogue of Life.